# Virginie Joron
Virginie Joron (Troyes, Francia, 11 de diciembre de 1973) es una política conservadora francesa. Es miembro del Parlamento Europeo desde 2019. Es parte del grupo  Identidad y Democracia dentro del Parlamento Europeo y del partido nacionalista Agrupación Nacional.
es una luchadora por los derechos humanos en particular en los discriminados por estado vacunal y las personas que han sufrido efectos adversos de las vacunas 

## Biografía
Virginie Joron es licenciada en derecho por la Universidad de Niza Sophia Antipolis.